# Mario De Rosa
Mario De Rosa (* 4. Februar 1920 in Rom) ist ein italienischer Filmschaffender.

## Leben
De Rosa arbeitete seit den 1950er Jahren in der Filmbranche, zunächst im Vertrieb; er übernahm ab Mitte des darauffolgenden Jahrzehntes ein paar Rollen als Schauspieler, wirkte als Drehbuchautor und in der Produktion einiger sehr schmal budgetierter Filme. 1978 inszenierte er den unveröffentlicht gebliebenen Fratella crudele und trat 1988  mit zwei Pornofilmen in Erscheinung.

## Filmografie (Auswahl)
- 1967: A suon di lupara (Schauspieler)
- 1971: Auch Djangos Kopf hat seinen Preis (Anche per Django le carogne hanno un prezzo) (Drehbuch, Produktion, Schauspieler)
- 1978: Suggestionata (Drehbuch, Produktion)